# Wzgórze pod Skałką
Wzgórze pod Skałką (413 m) – skaliste wzniesienie w Skarżycach w województwie śląskim. Znajduje się wśród pól uprawnych, w odległości około 40 m na północ od zabudowań Skarżyc. W odległości około 350 m na północ od szczytu Wzgórza pod skałką znajduje się drugie wzniesienie Kaliska (401,5 m) ze skałami Grań Basztek. Pod względem geograficznym jest to obszar Wyżyny Częstochowskiej.